# Joyce Mansour
Joyce Mansour, geborene Joyce Patricia Adès (* 25. Juli 1928 in Bowden, Roxburghshire, Schottland; † 27. August 1986 in Paris), war eine ägyptische Dichterin des Surrealismus, die in französischer Sprache schrieb.

## Leben
Mansour wurde als Tochter jüdisch-ägyptischer Eltern in England geboren kurz bevor ihre Eltern mit der Familie nach Kairo zogen. Ihr Vater leitete eine Spinnerei. In ihrer Jugend war Mansour eine hervorragende Läuferin und Hochspringerin. Sie nahm auch an Pferdesportwettbewerben teil.
Mansour studierte in England und in der Schweiz und kehrte dann wieder nach Ägypten zurück. 1947 endete ihre erste Ehe nach sechs Monaten tragisch, als ihr Mann an einer unheilbaren Krankheit starb.
Sie heiratete 1949 erneut, und zwar Samir Mansour, der aus der französischen Kolonie in Kairo stammte. Von da an teilten sie ihr Leben zwischen Kairo und Paris. Joyce Mansour lernte die französische Kultur kennen und begann, auf Französisch zu schreiben.
Sie kam erstmals mit dem Pariser Surrealismus in Berührung, als sie noch in Kairo lebte. Im Alter von 20 Jahren zog sie 1953 nach Paris.
1953 veröffentlichten sie in der Éditions Seghers, dem Verlag von Pierre Seghers, ihren ersten Gedichtband Cris, der von der surrealistischen Zeitschrift Médium besprochen wurde. Sie lernte André Breton kennen, der sie mit derjenigen vergleicht, "die das orientalische Märchen die kindliche Tuberose nennt". Durch Breton lernte sie Pierre Alechinsky, Wifredo Lam, Roberto Matta, Henri Michaux und André Pieyre de Mandiargues kennen und nahm an den Aktivitäten der Surrealisten teil.
1954 ließen sich die Mansours endgültig in Paris nieder. In ihrer Wohnung präsentierte am 2. Dezember 1959 am Rande der dem Eros gewidmeten internationalen Ausstellung des Surrealismus in Anwesenheit von Breton und Matta der bildende Künstler Jean Benoît aus Quebec seine Exécution du testament du Marquis de Sade. Während dieser Performance legte sich Benoît ein rot glühendes Eisen mit den vier Buchstaben „SADE“ auf die Brust. Matta tat dies ebenfalls, indem er das gleiche Eisen benutzte, was bei ihm allerdings zu einer Infektion führte.
Jean-Louis Bédouin sah in Joyce Mansours Poesie une puissance à l'image de l'antique terre-mère : c'est parce qu'elle engloutit la graine, qu'elle peut rendre le baiser d'une fleur ardente (sinngemäß etwa „eine Kraft wie die antike Mutter Erde: Weil sie den Samen verschlingt, kann sie den Kuss einer lodernden Flamme erwidern“). Für Alain Jouffroy markierte ihre Schamlosigkeit „eine Art Revolte, die im Wesentlichen weiblich ist, gegen den sexuellen Despotismus des Mannes, der die Erotik oft zu seiner ausschließlichen Schöpfung macht“.
Ihre Gedichte wurden von diversen Malern illustriert, zum Beispiel Pierre Alechinsky, Enrico Baj, Hans Bellmer, Jorge Camacho,  Gerardo Chávez, Lam, Matta, Pierre Molinier, Reinhoud D’Haese und Max Walter Svanberg.
1991 veröffentlichte Actes Sud eine Gesamtausgabe ihrer Schriften, die mit Hilfe ihres Mannes zusammengestellt worden war.
Eine Hommage, die ihre surrealistischen Erinnerungen und Werke, mit denen sie gelebt hat, präsentierte, wurde vom 18. November 2014 bis zum 1. Februar 2015 im Musée du quai Branly in Paris gezeigt.

## Werke
Lyrik
- Cris, Éditions Seghers, Paris 1953.
- Déchirures, Les Éditions de Minuit, Paris 1955.
- Rapaces, Éditions Seghers, Paris 1960.
- Carré blanc, mit Illustrationen von Pierre Alechinsky, Le Soleil Noir, Paris 1966.
- Les Damnations, Éditions  Visat, Paris 1967.
- Phallus et momies, Éditions Daily Bul, 1969.
- Astres et désastres, London Art Gallery, 1969.
- Anvil Flowers, Art édition Fratelli Pozzo, 1970.
- Prédelle Alechinsky à la ligne, Weber-galerie de France, 1973.
- Pandemonium, La Nueva Foglio, 1976.
- Faire signe au machiniste, Soleil Noir, Paris 1977.
- Sens interdits, Bernard Letu, 1979.
- Le Grand Jamais, Aimé Maeght, 1981.
- Jasmin d'hiver, Fata Morgana, 1982.
- Flammes immobiles, Fata Morgana, 1985.
- Trous noirs, Pierre d'Alun, 1986.

Prosa
- Les Gisants satisfaits, Jean-Jacques Pauvert, Paris 1958; 
  - Nur Besessene schwänzen das Grab, übersetzt von Lisa Spalt, illustriert von Sabine Marte, Wien : Czernin, 2024, ISBN 978-3-7076-0852-6
- Jules César, Éditions Seghers, Paris 1958.
- Le Bleu des fonds, mit Illustrationen von Pierre Alechinsky, Le Soleil Noir, Paris 1968.
- Ça, Le Soleil Noir, Paris 1970.
- Histoires nocives, Gallimard, Paris 1973.

Gesamtausgaben
- Prose et poésie, œuvre complète. Actes Sud, Paris 1991, ISBN 978-2-86869-592-5.
- Spirales vagabondes et autres parallèles en labyrinthe. Hrsg.: Laure Missir. Nouvelles Éditions Place, Paris 2018, ISBN 978-2-37628-034-7.